# Jan Smolders
Jan Smolders is een personage en zogenaamde leugenbaron uit de Nederlandse folklore, die in Esbeek in Noord-Brabant in de schriftelijke en mondelinge overlevering voorkomt en populariteit geniet.
Jan Smolders vertelde meerdere leugenverhalen. Enkele, vertaald uit het dialect, gaan als volgt:
- Een boer was enorm trots op zijn aardappels. Z'n aardappels waren zo mooi en groot, dat de mand al vol was als er vijf aardappels in zaten. Een man vroeg hem eens wat hij dan met de andere aardappels deed. De boer antwoordde hierop: 'Oh, die rol ik naar huis.'
- Jan Smolders was in de jaren 50 van de 20e eeuw een van de eerste boeren die overging op een grasmaaier. Eerder ging het maaien met de hand. Hij kocht een maaier, maar zonder dat er messen in zaten. Maar dat had hij niet in de gaten. Met geweld werd het gras platgeslagen. Geknakt en gekneusd lagen de sprieten ter aarde. "Kijk eens hoe goed het werkt", hield hij zijn met argusogen toekijkende collega's vol. "En met messen erin gaat het nog veel beter!"